# Double hélice
Pour les articles homonymes, voir Double hélice (homonymie).

ADN B bicaténaire, soulignant le grand sillon et le petit sillon.

En biologie moléculaire, la double hélice est la structure secondaire de l'ADN bicaténaire découverte grâce aux travaux de cristallographie aux rayons X réalisés par Rosalind Franklin avec l'aide de Raymond Gosling, à travers son ouvrage La Double Hélice (en), publié en 1968. Elle est popularisée par James Watson et Francis Crick.
La double hélice d'ADN est souvent représentée à tort comme deux brins enroulés symétriquement l'un autour de l'autre ; en réalité, les trois principales formes d'ADN bicaténaire — dites ADN A, ADN B et ADN Z — présentent un grand et un petit sillon, ce qui conditionne largement leurs propriétés biochimiques : c'est en effet au niveau du grand sillon que les bases nucléiques sont le plus accessibles, notamment par les domaines de liaison à l'ADN de certaines protéines et enzymes.
| Paramètre                                                        | ADN A    | ADN B    | ADN Z                                   |
| ---------------------------------------------------------------- | -------- | -------- | --------------------------------------- |
| Sens de l'hélice                                                 | droite   | droite   | gauche                                  |
| Motif répété                                                     | 1 bp     | 1 bp     | 2 bp                                    |
| Angle de rotation par paire de bases                             | 32,7°    | 34,3°    | 60°/2                                   |
| Nombre de paires de bases par tour d'hélice                      | 11       | 10,5     | 12                                      |
| Pas de l'hélice par tour                                         | 2,82 nm  | 3,32 nm  | 4,56 nm                                 |
| Allongement de l'axe par paire de bases                          | 0,24 nm  | 0,32 nm  | 0,38 nm                                 |
| Diamètre                                                         | 2,3 nm   | 2,0 nm   | 1,8 nm                                  |
| Inclinaison des paires de bases sur l'axe de l'hélice            | +19°     | −1,2°    | −9°                                     |
| Torsion moyenne (propeller twist)                                | +18°     | +16°     | 0°                                      |
| Orientation des substituants des bases sur les résidus osidiques | anti     | anti     | Pyrimidine : anti, Purine : syn         |
| Plissement / torsion endocyclique du furanose (Sugar pucker)     | C3’-endo | C2’-endo | Cytosine : C2’-endo, Guanine : C3’-endo |

| Séquence   | ΔG /kcal·mol−1 |
| ---------- | -------------- |
| T A        | –0,19          |
| T G or C A | –0,55          |
| C G        | –0,91          |
| A G or C T | –1,06          |
| A A or T T | –1,11          |
| A T        | –1,34          |
| G A or T C | –1,43          |
| C C or G G | –1,44          |
| A C or G T | –1,81          |
| G C        | –2,17          |

La stabilité de cette structure est déterminée par un ensemble de paramètres, notamment sa longueur, son taux de GC, sa séquence, sa concentration dans le solvant et la force ionique de celui-ci. En effet, dans la mesure où les deux brins d'ADN bicaténaire sont maintenus ensemble par les liaisons hydrogène entre paires de bases, plus il y a de paires de bases, plus il y a de liaisons hydrogène à briser. De plus, comme les paires adénine–thymine sont unies par deux liaisons hydrogène tandis que les paires guanine–cytosine sont unies par trois liaisons hydrogène, plus le taux de GC est élevé et plus la structure est stable. Enfin, la double hélice est également stabilisée par les interactions d'empilement entre bases nucléiques d'un même brin, de sorte que la séquence des brins influence également leur stabilité.
Certaines formes d'ARN (ribozymes) présentent la faculté d'autoréplication mais l'ARN est moins stable : il est susceptible d'être plus facilement hydrolysé du fait de la présence du groupe hydroxyle sur un carbone du ribose (autodestruction intramoléculaire, notamment à haute température et pH élevé) et de son organisation monobrin. La stabilité structurelle de la double hélice, permet de constituer des génomes de grande taille, mais la réplication de l'ADN implique l'assistance de protéines polymérases créées par l'ARN, ce qui suggère que l'ADN est apparu plus tardivement dans l'évolution de la vie, et a donné naissance à l'hypothèse du monde à ARN dans les années 1960,.